# Balsjö
Balsjö är en tidigare småort i Bjurholms kommun, Västerbottens län. Antalet invånare var 75 personer vid avstämningen 2010. 2015 hade SCB förändrat definitionen av småorten och Balsjö kvalificerade sig då inte längre som småort.